# Iwan Semjonowitsch Jefimow

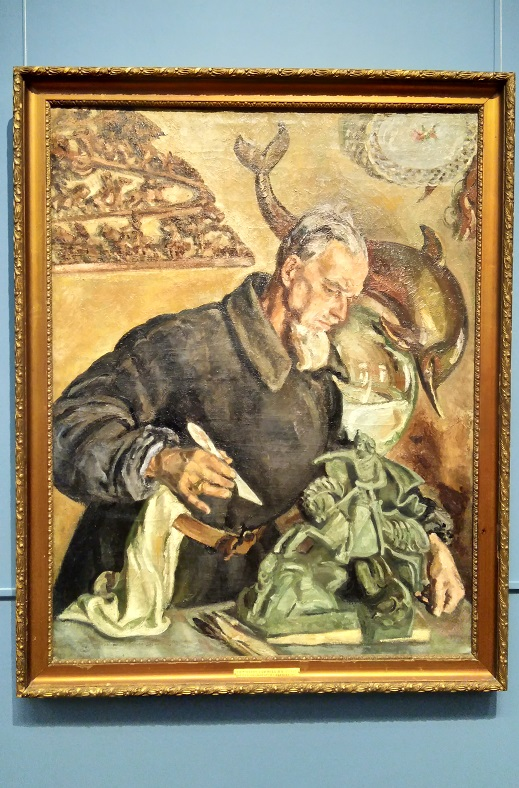
Iwan Semjonowitsch Jefimow (N. J. Simonowitsch-Jefimowa, 1942, Tretjakow-Galerie)

Iwan Semjonowitsch Jefimow (russisch Иван Семёнович Ефимов; * 11. Februarjul. / 23. Februar 1878greg. in Moskau; † 7. Januar 1959 ebenda) war ein russisch-sowjetischer Bildhauer und Hochschullehrer.

## Leben
Jefimow war das zweite Kind des Juristen und Grundherrn Semjon Grigorjewitsch Jefimow im Gouvernement Tambow und Urenkel des Schmieds und Unternehmers Nikita Demidow und wuchs auf dem Landgut Otradnoje bei Lipezk auf. Er studierte 1896–1898 an der privaten Kunstschule Nikolai Martynows und 1898–1900 an der Kaiserlichen Universität Moskau in der Naturkundlichen Abteilung der Physikalisch-Mathematischen Fakultät. Gleichzeitig studierte er im privaten Kunstatelier der Malerin Jelisaweta Swanzewa bei Konstantin Korowin, Walentin Serow und Anna Golubkina.
Ab 1905 arbeitete Jefimow in der Töpferei-Werkstatt der Künstlerkolonie Abramzewo Sawwa Mamontows. 1906 heiratete Jefimow Walentin Serows Cousine Nina Simonowitsch, die Grafikerin war. Ab 1906 beteiligte sich Jefimow an Ausstellungen.  1907 wurde er Mitglied des russischen Künstlerkreises Montparnasse in Paris und der Moskauer Künstlergenossenschaft. Von 1908 bis 1911 unternahm er Studienreisen in die Niederlande, nach Deutschland, Österreich-Ungarn, in die Schweiz, nach Italien und Großbritannien. In dieser Zeit studierte er in Paris an der Académie Colarossi. Bei Jelisaweta Kruglikowa beschäftigte er sich mit der Radierung.
1911 kehrte Jefimow nach Moskau zurück und studierte an der Moskauer Hochschule für Malerei, Bildhauerei und Architektur bei Walentin Serow und Sergei Wolnuchin mit Abschluss 1913 als Künstler-Bildhauer.
Im Ersten Weltkrieg kämpfte Jefimow bei Luzk und in den Karpaten an der rumänischen Front.
Nach der Oktoberrevolution beteiligte sich Jefimow 1918 an der Organisation des Kindermusiktheaters der Theater-Regisseurin Natalija Saz. Mit seiner Frau Nina Simonowitsch-Jefimowa gründete Jefimow in Moskau ein Puppentheater, mit dem sie im Bürgerkrieg durch das Land reisten und das bis 1943  existierte. Ab 1918 lehrte Jefimow an den Staatlichen Freien Kunst-Werkstätten (GSChM), die aus der Stroganow-Kunst-Gewerbe-Schule und der Moskauer Hochschule für Malerei, Bildhauerei und Architektur entstanden waren und dann die WChUTEMAS wurden (ab 1927 WChUTEIN). Eine seiner Studentinnen war Nina Selenskaja. 1926–1927 war er Vizevorsitzender der Gesellschaft der Russischen Bildhauer. Er war Mitglied der Bildhauer-Brigade (Brigade der Acht) und des Kunstvereins Vier Künste, der 1924–1931 existierte.

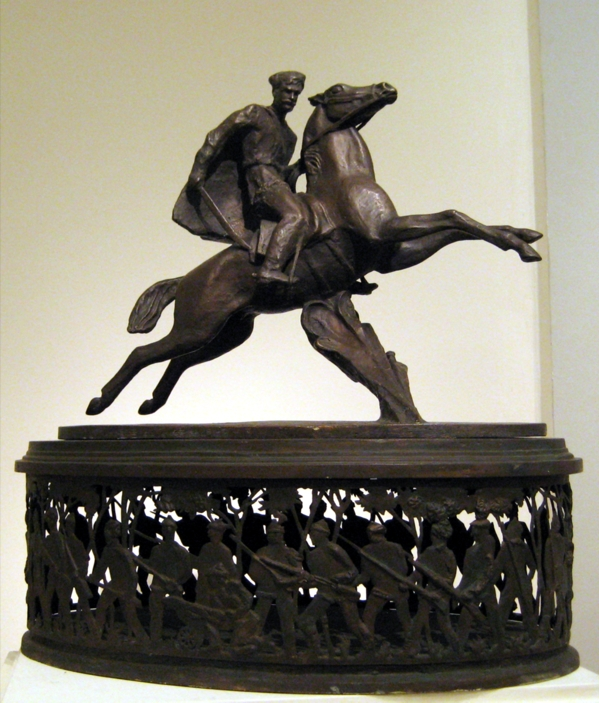
Jefimows Entwurf als Modell für das nicht realisierte Denkmal Wassili Tschapajews in Alma Ata (1938), Tretjakow-Galerie

Von 1930 bis 1933 arbeitete Jefimow als künstlerischer Gestalter im Moskauer Zentralmuseum für Völkerkunde und führte die ethnographische Expedition in Baschkirien und Udmurtien durch. 1937 fertigte er den Delfin-Brunnen am Moskauer Chimki-Flussbahnhof an.
Im Deutsch-Sowjetischen Krieg schuf Jefimow Basreliefs für die 1943 eröffneten Stationen Pawelskaja und Awtosawodskaja der Metro Moskau. Ab 1946 arbeitete er mit seinem Schüler Georgi Popandopulo zusammen und fertigte Basreliefs für den Jaroslawler Bahnhof (1946) und den Leningrader Bahnhof (1948) an. Für den Wintergarten des Großen Kremlpalasts schuf er Reliefs in der von ihm entwickelten Form des durchbrochenen Reliefs (1952).
Zum Werk Jefimows gehören auch etwas 1000 Blätter mit erotischen Zeichnungen, die erst nach dem Ende der Sowjetunion öffentlich bekannt wurden. Jefimow hatte vor und nach der Oktoberrevolution vergeblich eine Veröffentlichung versucht. Der mit der Familie Jefimow befreundete russisch-orthodoxe Priester Pawel Florenski, der als einer der wenigen Jefimows erotische Zeichnungen zu dessen Lebzeiten gesehen hatte, hielt ihre Veröffentlichung für eine Stärkung der Moral. 1996 erschien in Moskau ein Album mit Jefimows erotischen Arbeiten.
Jefimow starb am 7. Januar 1959 in Moskau und wurde auf dem Wwedenskoje-Friedhof neben seiner Frau begraben.
Werke Jefimows befinden sich in der Tretjakow-Galerie, im Puschkin-Museum, im Russischen Museum, im belarussischen Nationalmuseum für Geschichte und Kultur in Minsk und anderen Museen.

## Ehrungen, Preise
- Kleine Silbermedaille des russischen Finanzministeriums (1909) für Gestaltung von Spielzeug[5]
- Goldmedaille der Weltfachausstellung Paris 1937 für die Skulpturen Stier und Fischer mit Fisch.
- Verdienter Kunstschaffender der RSFSR (1955)
- Ehrenmitglied der Union Internationale de la Marionnette (1958)
- Silbermedaille der Expo 58 für die Skulptur Damhirsch mit Kitz
- Volkskunstschaffender der RSFSR (1958)[5]